# Yeison Chaparro
Pour les articles homonymes, voir Chaparro.
Chaparro  Rueda est un nom espagnol. Le premier nom de famille, en général paternel, est Chaparro ; le second, en général maternel, souvent omis, est Rueda.
Yeison Andrés Chaparro Rueda, né le 26 juillet 1991 à Duitama (Boyacá), est un coureur cycliste colombien. Il participe à des compétitions sur route et sur piste. 

## Palmarès sur route

### Par année
- 2016
  - 5e étape du Clásico RCN
- 2017
  - 2e étape de la Clásica Aguazul

### Classements mondiaux
| Année           | 2016   |
| --------------- | ------ |
| UCI Europe Tour | 1 450e |

## Palmarès sur piste

### Championnats nationaux
- Bogota 2011
  -  Médaillé d'argent de la course à l'américaine (avec Camilo Ulloa)[2].
- Medellín 2013
  -  Médaillé d'argent de la poursuite par équipes (avec Sebastián Molano, Camilo Ulloa et Wilmer Ulloa)[3].
  -  Médaillé de bronze de la course à l'américaine (avec Edgar Fonseca)[4].
- Medellín 2014
  -  Médaillé d'argent de la course aux points[5].
  -  Médaillé d'argent de la course à l'américaine (avec Edgar Fonseca)[6].
- Medellín 2016
  -  Champion de Colombie de la course aux points[7].
  -  Médaillé d'argent de la poursuite par équipes (avec Javier Gómez, Diego Ochoa et Wilmer Ulloa)[8].
- Cali 2018
  -  Médaillé d'argent de la poursuite par équipes (avec Javier Gómez, Miguel Flórez et Diego Ochoa)[9].
  -  Médaillé d'argent de la course aux points[10].
- Juegos Nacionales Cali 2019
  -  Médaillé d'argent de la course aux points des XXI Juegos Deportivos Nacionales[11].
- Cali 2022
  -  Médaillé d'argent de la course aux points[12].
  -  Médaillé de bronze de la poursuite par équipes (avec Diego Ochoa, Néstor Rueda et Fabián Espinel)[13].
- Medellín 2023
  -  Médaillé de bronze de la poursuite par équipes (avec Diego Ochoa, Néstor Rueda et Fabián Espinel)[14].
  -  Médaillé de bronze de la course à l'américaine (avec Diego Ochoa)[15].